# 岡山県野球場
岡山県野球場（おかやまけん・やきゅうじょう）は、岡山県岡山市北区いずみ町の岡山県総合グラウンド内にある野球場。施設は岡山県が所有し、岡山県総合協力事業団が指定管理者として運営管理を行っている。

## 歴史
1951年11月完成。同月行われた日米親善野球大会・アメリカ大リーグ選抜チーム対パシフィック・リーグ選抜チームがこけら落としとなった。この試合で、パシフィック・リーグ選抜チームは日本のプロ野球チームとして米国プロ野球チームから初勝利をあげた。開場以来、高校野球、社会人野球などアマチュア野球公式戦の他、プロ野球公式戦も数多く開催された。
また、1954年にパシフィック・リーグに参入した高橋ユニオンズのチーム結団式と春季キャンプが行われ、その後も引き続き、春季キャンプ地として使用された。しかし、1957年2月のキャンプ中に高橋ユニオンズは大映ユニオンズに吸収合併され、チーム誕生の地である県営球場で解散した。
1967年10月7日、巨人軍が当球場での阪神タイガース戦に敗れたが、試合中にマジックナンバー対象チームの中日ドラゴンズが敗れたため、V9の3連覇が決定した。なお、2リーグ分裂以後、2023年時点に至るまで巨人軍の地方球場でのセントラル・リーグ優勝決定（胴上げ）はこの時の岡山県営球場だけである。
1971年にナイター照明設備が完成。以後、阪神タイガース、広島東洋カープ、阪急ブレーブスなどが年数試合の主催公式戦を開催した。中でも阪神は、1968年（対広島カープ戦）及び1974年（対大洋ホエールズ戦）と開幕戦を二度開催している。いずれも選抜高等学校野球大会の開催期間中であったことにより本拠地の阪神甲子園球場が使用出来ないことによる措置であったが、同一地方球場で2回開幕戦が主催された例は他に存在しない。

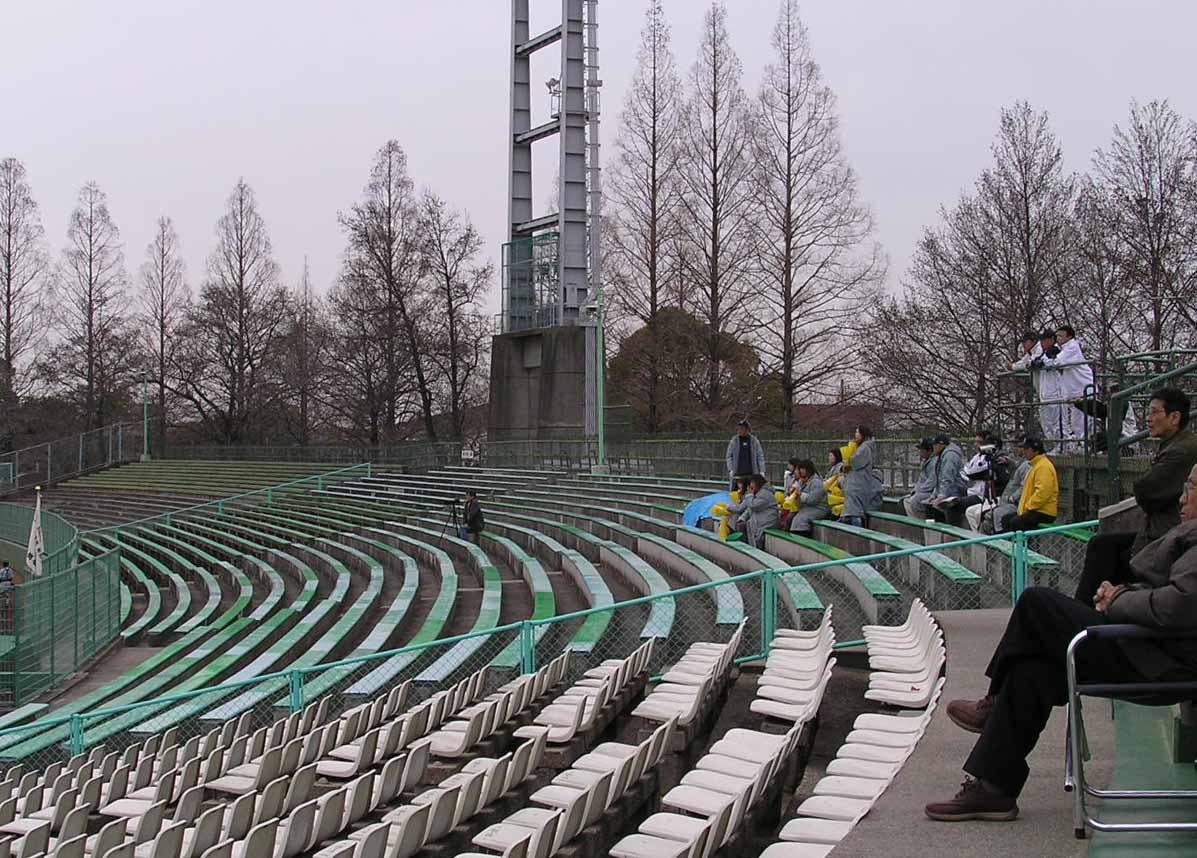
内野スタンド

しかし施設の老朽化に加え、公称15,000〜16,000人と収容人員が少なく狭隘であったことなどから、1980年代から新たな県営球場建設の必要性が問われるようになり、その後計画が具体化。1995年に岡山県倉敷スポーツ公園野球場（マスカットスタジアム）が完成すると、プロ野球公式戦の開催は全てマスカットスタジアムに移行し、県営球場は主としてアマチュア野球公式戦が中心となった。その影響でかつては様々なスポンサー企業がフェンスを含め球場内に存在したが、マスカットスタジアムに移ってからはライトスタンド付近に残る地元の銘菓である大手まんぢゅうだけになってしまった。
2005年の晴れの国おかやま国体開催に合わせ、県総合グラウンドの施設が一部改築され、県野球場も内野スタンドの外観をリニューアルした。なおデザインは水戸岡鋭治の手によるものである。
四国アイランドリーグplusは過去に何度か試合を開催している。2006年8月、四国4県以外で開催する初の公式戦として高知ファイティングドッグス対香川オリーブガイナーズ戦が行われた（高知の主催試合）。その後しばらくアイランドリーグの試合はなかったが、2011年8月14日に福岡ソフトバンクホークス3軍と香川との交流戦1試合が開催された。2013年は香川の主催試合として、5月18日（相手は高知）と7月13日（相手は徳島インディゴソックス）に公式戦がおこなわれた。2014年も香川の主催試合が7月12日（相手は徳島）に開催されている。

## 主なエピソード

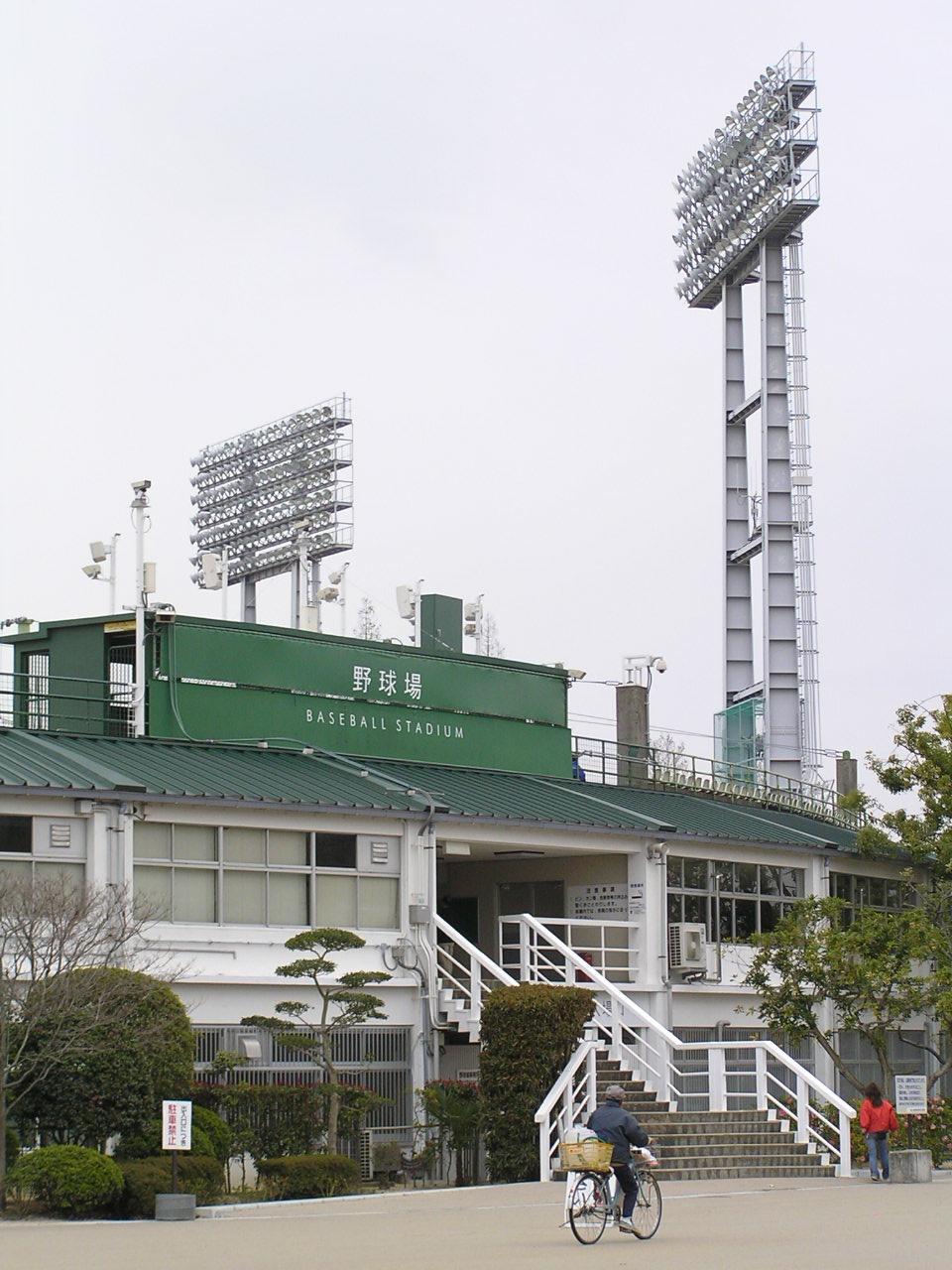
正面入口

- 1982年7月8日、広島東洋カープ対阪神タイガース戦で、広島の投手の古沢憲司が投球しようとした瞬間に停電が発生、20分近くにわたって球場内が真っ暗闇になるトラブルとなった。当時の照明は水銀灯を使用しており、明るさを取り戻すのに時間が掛かった。停電の原因は蛇が照明設備に入り込んだため。
- 2002年5月5日、マスカットスタジアム完成以来久々のプロ野球開催として、ウエスタン・リーグ公式戦サーパス神戸対広島東洋カープが開催された。現在のところ、この試合が最後のプロ野球公式戦となっている。
- 2007年6月10日、岡山商工会議所青年部の創立15周年を記念して、茨城ゴールデンゴールズ対「チームOKAYAMA」の親善試合が開催された。チームOKAYAMAは岡山県出身の元プロ野球選手と四国アイランドリーグの選手らにより構成されるチームで、八木裕（元阪神）らがメンバーに加わる。同青年部はこのチームを母体として、新たな市民球団（社会人野球のクラブチーム、もしくはプロ球団）の創設を目指している。

## 施設概要
- 両翼：91m、中堅：122m
- 照明設備：6基(内野： 1500Lx ,外野： 900Lx)
- 収容人員：13,199人（内野：ネット裏＝セパレート席、その他＝ベンチ席、外野：芝生）
- スコアボード：パネル式

## 総合グラウンドその他の施設
- 岡山県総合グラウンド陸上競技場
- 岡山県総合グラウンド体育館
- 岡山武道館

## 交通
- JR岡山駅から
  - 7番乗り場から、岡電バス・中鉄バス 「津高営業所」「半田山ハイツ」「津高台」行きなどで、スポーツセンター前下車。
  - 岡山駅西口から 岡電バス 岡山大学・岡山理科大学行きのバスがありスポーツセンター前下車。
- 岡山駅西口より徒歩約15分

## 脚註